# Internación de armas de Carrizal Bajo
La internación de armas de Carrizal Bajo fue una fallida operación llevada a cabo por el Frente Patriótico Manuel Rodríguez (FPMR) a mediados de 1986. Esta consistía en ingresar a Chile, por vía marítima y de manera clandestina, un cuantioso arsenal enviado por el gobierno cubano de Fidel Castro hasta la nortina localidad de Carrizal Bajo. Estas armas serían empleadas por el FPMR en acciones armadas contra la dictadura militar de Augusto Pinochet. La operación fue descubierta por los servicios de seguridad del gobierno el 6 de agosto de 1986.

## Génesis de la operación
La historia de cómo se montó la operación se habría iniciado a principios de 1985. Distintas versiones apuntan a que el apoyo cubano para llevarla a cabo se consiguió en La Habana, durante un encuentro entre el general Alejandro Ronda Marrero, jefe de la Dirección de Tropas Especiales del ministerio del interior cubano, y Guillermo Teillier, jefe de la comisión militar del Partido Comunista de Chile. Sin embargo, éste siempre se ha apresurado a aclarar que la iniciativa de llevar a cabo la internación nació del propio seno del Partido Comunista chileno.[cita requerida]

Muchas veces se ha querido responsabilizar de esto a Cuba, pero no, todo lo de la internación se decidió en Chile, fue un acuerdo político nuestro.
Guillermo Teillier

Luego del acuerdo, las gestiones para adquirir el armamento quedaron a cargo del general Patricio de la Guardia, en ese entonces jefe del Estado Mayor del Ministerio del Interior cubano (Minint). De La Guardia se encargó de una transacción que constituiría el grueso del cargamento. Sin embargo, el general cubano no realizó esas gestiones exclusivamente para el FPMR chileno.

De La Guardia se hizo cargo de las negociaciones para que Vietnam le cediera a Fidel Castro gran cantidad de armamento abandonado por los estadounidenses para la guerrilla latinoamericana. De allí provino la mayoría de las armas de Carrizal.
Jorge Masetti, ex agente de inteligencia cubano

El armamento era en gran mayoría armas estadounidenses (fusiles M16 mayormente) obtenidas por Cuba en Vietnam, a las que se les sumó otra partida recolectada por los países socialistas, las que fueron acopiadas en La Habana y luego trasladadas hasta Nicaragua, desde donde el barco cubano Río Najasa las transportó hasta las costas chilenas. El grupo operativo del FPMR encargado de recibir las armas fue encabezado por "Pedro", nombre político de uno de los principales jefes del Frente Patriótico, siendo secundado por otros importantes dirigentes del movimiento como Alfredo Malbrich Baltra, Claudio Molina Donoso y Sergio Buschmann Silva.

## Desembarcos
La primera entrega de armamentos se realizó con éxito entre el 24 y 25 de mayo de 1986 a 200 millas de las costas de la localidad de Carrizal Bajo, donde la Chompalhue, una de las embarcaciones adquiridas por el FPMR, esperaba para llevar la carga a tierra firme. Luego del desembarque de alrededor de 35 toneladas de armas, éstas fueron depositadas en camionetas cubiertas con huiros y trasladadas hacia escondites que se habían construido en socavones mineros próximos. La segunda etapa consistía en el traslado de las armas hacia Santiago, trayecto en el cual los vehículos frentistas debían sortear numerosos controles carreteros. Pese a ello, en esta labor nunca fueron descubiertos. Otra cantidad de armas fueron llevadas directamente a barretines acondicionados en localidades cercanas, como Huasco. Luego la Chompalhue fue trasladada a Bahía Inglesa, donde su cubierta y bodegas fueron lavadas para borrar todo rastro de lo transportado. Los más de mil fusiles M16, además de las toneladas de explosivos y lanzacohetes ya ingresados no parecieron suficientes para el FPMR. El plan original organizado por Pedro contemplaba un único desembarco, pero al constatar la facilidad con que había resultado el primero se decidió sobre la marcha preparar un segundo desembarco.
Efectivamente el 20 de julio, zarpó desde Huasco el pesquero Astrid Sue, otra de las embarcaciones con las que contaban los frentistas. Luego de varias horas en altamar, y pasadas las 200 millas de navegación, se produjo el segundo encuentro. El barco cubano esta vez era de 45 toneladas, por lo que la capacidad de la goleta frentista se vio ampliamente sobrepasada. Pese a ello, inmediatamente se inició el traspaso de las armas. A diferencia del apacible viaje de la Chompalhue, en su regreso la Astrid Sue debió resistir los embates de un terrible temporal que estuvo a punto de hacer zozobrar la embarcación. Sorteando el temporal y los peligros, la Astrid Sue llegó a Caleta Corrales al atardecer del 26 de julio. Arribó con 40 toneladas de armamento, sobrepasando ampliamente su capacidad de carga. La única diferencia con el primer desembarco es que esta vez fueron 120 personas las que esperaban el arribo de las armas, lo que facilitó su rápido traslado.[cita requerida]

## Descubrimiento del arsenal
Pese a los exitosos desembarcos realizados por el Partido Comunista, los rumores sobre extrañas maniobras en la costera localidad crecían día a día entre los habitantes del sector. Se creía que podían ser contrabandistas de locos. Estos rumores no tardaron en llegar a oídos de Magaly Salinas, alcaldesa de mar de Carrizal, quien decidió compartir sus inquietudes con la alcaldesa de Huasco, Gloria von Nordenflycht Giovanetti. Esta a su vez pidió a la intendente de la III Región de Atacama que investigara los rumores. Dicha investigación se dispuso para el 6 de agosto.
Ese día cuatro agentes de la CNI fueron a investigar y se encontraron con 4 frentistas quienes dormitaban. En la revisión encontraron M-16, documentos, fotos y casquillos de balas, lo que derivó la investigación hasta las armas que aún permanecían ocultas en el lugar. Sin embargo, la detención fue observada a la distancia por frentistas a Pinochet, quienes dieron aviso a sus superiores y en poco tiempo concurrieron al lugar para intentar rescatar a sus compañeros detenidos, produciéndose un enfrentamiento con sus captores.
En tan sólo unas horas todo el sector costero de la III Región de Atacama fue copado por numerosos agentes de seguridad y grupos de militares, los que en las jornadas siguientes capturaron a más de una veintena de implicados en el caso, descubriendo de paso la mayor internación clandestina de armas en la historia de Sudamérica.[cita requerida] Posterior a ello, las investigaciones llevaron al descubrimiento de otros arsenales en piques mineros abandonados en la III Región (Huasco Bajo, Palo Negro, Vallenar, Cerro Blanco),  en Santiago (La Pintana, Lo Hermida), en Paine y en un sector ubicado a pocos kilómetros de Vallenar en la posada "Árbol de Marañón" (donde se encontró el mayor de todos los arsenales), todos ellos ubicados dentro de "barretines" de excelentes características.
El trabajo de la policía y la CNI permitió que en las dos semanas siguientes se incautaran 3.531 fusiles, más de 300 lanzacohetes, alrededor de dos mil granadas de mano, decenas de ametralladoras pesadas y toneladas de explosivos. Además de todo ese armamento fueron decomisados dos barcos, una decena de vehículos, miles de detonadores, equipos de comunicaciones, trajes de buceo y elementos de campaña, entre otros. Solo el costo de las armas se estima entre 25 y 30 millones de dólares.
Se estima que el armamento incautado correspondería aproximadamente a la mitad del ingresado. Del resto aún no se conoce su paradero, aunque algunos estiman que una parte fue enviada a las FARC varios años después. Se ha determinado que a pesar de las precauciones tomadas por los opositores a la dictadura militar, el descubrimiento de la operación se debió principalmente a dos factores:
- El relajo de las medidas de seguridad por parte de los grupos rebeldes a la dictadura militar, quienes entre otros descuidos llegaron a tomarse fotografías con el armamento, y a comentar la operación a personas ajenas mientras concurrían a locales de diversión nocturna.
- La enorme cantidad de armas ingresadas, que eran más de lo que el aparato logístico del partido podía soportar.

## Actualidad
En la actualidad todos los implicados en el caso se encuentran libres, o viviendo fuera de Chile. Circuló durante años la versión de que el entonces ministro del interior cubano, José Abrantes, apostó, de propia iniciativa, por entregar más armas de las que el FPMR era capaz de ocultar. Ello le habría costado una dura reprimenda de Fidel Castro cuando vino el descalabro.[cita requerida] También se especuló que para la policía chilena fue vital la colaboración de los Estados Unidos, cuyos servicios de inteligencia habrían detectado por satélite los desembarcos de armas. En el año 2002, un tercio de las armas (aproximadamente 30 toneladas) fueron destruidas en los Arsenales de Guerra del Ejército de Chile. En el año 2006 el programa Informe Especial de Televisión Nacional de Chile identificó a "Pedro", el líder de la operación, como Orlando Bahamonde Barría.
El destino de una porción de las armas del operativo ha sido objeto de especulaciones durante años. A este respecto, en algunos medios de comunicación se suele hacer notar la frase pronunciada por el exdirigente comunista Luis Corvalán, quien al ser consultado por las armas del PC afirmó que habían sido resguardadas "por si las moscas". De este modo, luego de protestas en poblaciones marginales en las que se usa armamento como M16, o luego de la incautación de armas similares a activistas mapuches, o armamento en poder de narcotraficantes, resurge la sospecha de que se trate de armas provenientes de la fallida internación frentista.
Manuel Contreras Valdebenito, hijo del exdirector de la DINA, Manuel Contreras, trabajaba en la época de la internación en la Fiscalía Militar y le correspondió participar en la investigación del caso. Sostiene que todo el armamento que se logró incautar sumó un total de 63 toneladas, y que, al haberse producido 3 desembarcos, la cantidad faltante de armas y explosivos correspondería a 27 toneladas. Asimismo, el entonces fiscal militar Fernando Torres Silva estaba seguro de que se habría concretado otro desembarco de armamento cuya certeza nunca ha sido confirmada.

## En la cultura popular
- El hecho es tratado en la cuarta temporada de la serie de ficción Los 80 de canal 13.
- El hecho es tratado en el cuarto capítulo de la serie Vencer o Morir de Prime Video.